# Paweł Kiljański
Paweł „Kiljan” Kiljański (ur. 1970 w Warszawie) – polski wokalista rockowy i autor tekstów. Wieloletni wokalista zespołu Hetman. Aktualnie związany z zespołem Restless.

## Życiorys
Swoją karierę muzyczną zapoczątkował w latach 1987–1989, śpiewając w warszawskich grupach rockowych Sanktuarium i Jeep. W roku 1990 utworzył wraz z Jarosławem Hertmanowskim zespół Hetman, w którym występował w latach 1990–1996 i 2000–2006. Zaśpiewał na sześciu albumach Hetmana: Do ciebie gnam (1990), Złe sny (1992), Co jest grane?!/Czarny chleb i czarna kawa (1993/2001, reedycja pod zmienionym tytułem), Rock kolęda (1997), Hetman – Live – 15-lecie zespołu (2005) i Skazaniec (2006). Wraz z zespołem Hetman był częstym gościem programów telewizyjnych i radiowych, telewizyjnej „Muzycznej Jedynki”, programu dla młodzieży „Luz”. Nagrał również duet z Kasią Kowalską: rockową aranżację utworu Boba Marleya No Woman, No Cry. Wraz z grupą Hetman w roku 1992 otwierał stadionowy koncert polskich muzyków rockowych zainicjowany przez Marka Kotańskiego i Monar na rzecz dzieci zarażonych wirusem HIV „Niech świat się do nich uśmiechnie” dla ponad 70-tysięcznej publiczności.
W latach 1996–2000, gdy przerwał współpracę z Hetmanem wraz z Piotrem Pruskim (Emigranci, Syndia) utworzył zespół Katmandu, z którym nagrał materiał na płytę oraz zagrał szereg koncertów. W 1998 z grupą Katmandu został wyróżniony nagrodą dla najlepszego wokalisty na festiwalu rockowym „Rock-Oko” w Warszawie. Nagrodę osobiście wręczał mu Czesław Niemen. W roku 2000 powrócił do współpracy z zespołem Hetman i nagrał trzy kolejne albumy z tą grupą. W roku 2005 wraz z Hetmanem zagrał kilka koncertów w USA na festiwalu Taste of Polonia w Chicago oraz udzielił kilku wywiadów dla tamtejszego radia i telewizji. W międzyczasie Paweł współpracował również z innymi muzykami należącymi do czołówki polskiego rocka m.in. z członkami zespołu Wilki. W roku 2006 w wyniku rozpadu grupy Hetman, „Kiljan” wraz z Radkiem Chwieralskim i Jackiem „Stopą” Zielińskim zakładają zespół Night Rider.
Nowy zespół z „Kiljanem” w składzie rozpoczął działalność koncertową oraz przygotowywał kompozycje na debiutancką płytę tworząc także utwór na wejście do ringu dla pięściarza wagi ciężkiej Tomasza „Byka” Bonina pt. Nadchodzi byk, który został wykonany na żywo na Gali Boksu Zawodowego w Kętrzynie, w maju 2006 r., gdzie Bonin obronił tytuł mistrza świata wagi ciężkiej. W roku 2007 „Kiljan” zainicjował wspólnie z członkami Night Ridera oraz grupą muzyków klasycznych projekt Night Rider Symphony. Gościnnie w projekcie wziął udział Marek Piekarczyk (TSA). Koncert premierowy Night Rider Symphony z udziałem Pawła miał miejsce 9 listopada 2008 roku w Harris Theater w Chicago podczas Gali XX Jubileuszowego Festiwalu Filmu Polskiego w Ameryce wraz z Chicagowską Orkiestrą Symfoniczną. W grudniu 2010 roku miała miejsce premiera albumu Night Rider Symphony, na którym wystąpił „Kiljan”. 8 września 2012 roku wraz z Orkiestrą Symfoniczną im. Karola Namysłowskiego wystąpił na Zamojskim Festiwalu Kultury „arte, cultura, musica e…” z utworami Sen o dolinie Budki Suflera i Nie mogę ci wiele dać z repertuaru Perfectu. Rok później, 8 września 2013 roku, „Kiljan” ponownie wystąpił na zamojskim festiwalu, gdy miał tam miejsce premierowy koncert Night Rider Symphony w Polsce, ponownie z towarzyszeniem zamojskiej Orkiestry Symfonicznej im. Karola Namysłowskiego oraz ponadto z Akademickim Chórem Uniwersytetu Medycznego w Lublinie.
W 2013 roku premierę miał pierwszy album zespołu Night Rider Widzę, czuję, jestem z „Kiljanem” jako wokalistą. W 2014 roku doszło do szerokich zmian personalnych w składzie zespołu, Paweł pozostał jego członkiem. W 2015 w związku z kontuzją perkusisty zespół ogłosił zawieszenie działalności na okres sześciu miesięcy, jego aktywność jednak nigdy nie została wznowiona. W 2016 roku „Kiljan” dołączył do zespołu Skrzydlate Małpy, który współtworzył razem z byłymi muzykami zespołu White Highway. Zespół prowadził działalność koncertową i opracowywał debiutancki materiał, jednak w 2018 roku jego działalność wygasła. Night Rider Symphony wystąpiło ponownie w 2018 roku na ceremonii otwarcia Mistrzostwa Europy w Podnoszeniu Ciężarów U20 i U23 w Zamościu, po raz kolejny razem z zamojską Orkiestrą Symfoniczną im. Karola Namysłowskiego. W 2019 roku „Kiljan” dołączył do zespołu Restless z którym w marcu 2020 roku wydał album Miasto grzechu.

## Dyskografia
- Hetman  – Do ciebie gnam (1990)
- Hetman  – Złe sny (1992)
- Hetman  – Co jest grane!? (1994)
- Hetman – Rock kolęda (1997)
- Hetman – Live – 15-lecie zespołu (2005)
- Hetman  – Skazaniec (2006)
- Night Rider Symphony  – Night Rider Symphony (2010)
- Night Rider  – Widzę, czuję, jestem (2013)
- Restless – Miasto grzechu (2020)